# Kirby’s Pinball Land
Kirby’s Pinball Land (с англ. — «Страна пинбола Кирби») — видеоигра жанра пинбол, разработанная HAL Laboratory и выпущенная Nintendo 27 ноября 1993 года эксклюзивно для портативной игровой консоли Game Boy. Это третья пинбол-игра от HAL Laboratory после игры на Nintendo Entertainment System и MSX — Rollerball и игры на Game Boy — Revenge of the ’Gator. Это также первый спин-офф серии игр Kirby и вторая пинбол-игра на NES после Pinball. Игра была повторно выпущена для системы Virtual Console на Nintendo 3DS в июле 2012 года.
В игре Кирби представлен как мяч, участвующий на трёх пинбольных столах, на которых присутствуют классические боссы серии игр Kirby: Леса Виспи, Крако и Старшие Братья Поппи (англ. Poppy Bros. Senior).

## Игровой процесс

Кадр из игры

Игра представляет собой пинбол с персонажами серии видеоигр Kirby, в котором с помощью двух ласт надо сохранить Кирби в игре, набирая очки при столкновении со стенами, бамперами и врагами. Сам Кирби выступает в роли шарика. Ему предстоит пройти три игровых стола, каждый из которых состоит из трёх основных уровней, секретного уровня с миниигрой и уровня, на котором Кирби встречается с одним из трёх боссов. Кирби должен совершить путь на третий этаж с помощью Основной Звезды, которая появляется после победы над всеми тремя боссами.
На каждом уровне есть различные фишки, которые помогают Кирби добраться до следующего уровня, например, персонажи, подбрасывающие Кирби вверх или направляют на Основную Звезду, на которую может прыгнуть Кирби. Основные Звёзды на нижнем этаже возвращают Кирби на экран выбора стола, Основные Звёзды на среднем этаже направляют Кирби на мини-игру, где он может зарабатывать дополнительные очки и попытки, а Основные Звёзды на верхнем этаже направляют Кирби на битву с боссом. Каждый бой требует от игрока нанести определенное количество ударов боссу, не касаясь Основной Звезды внизу и оставаясь в вернем экране. Победив всех трех боссов, игрок сражаются с королем ДиДиДи. После победы над Dним, игрок может снова сыграть в игру, чтобы набрать более высокий балл.
Если Кирби упадет на дно на нижнем этаже каждого стола, он приземлится на трамплин. Посредством нажатия кнопки «A» в тот момент, когда трамплин находится на самом низком уровне, при своевременном нажатии Кирби возвращается на стол. Тем не менее, трамплин становится меньше при каждом использовании, что затрудняет успешное возвращение. Если Кирби не сможет вернуться на стол, игрок потеряет жизнь, и игра закончится, как только у игрока закончится все жизни. Дополнительные жизни можно заработать, написав слово «Экстра» буквами, которые появляются на экране выбора стола после того, как боссы были побеждены.

## Критика
| Сводный рейтинг    | Сводный рейтинг |
| Агрегатор          | Оценка          |
| ------------------ | --------------- |
| GameRankings       | 70 %            |
| Иноязычные издания |                 |
| Издание            | Оценка          |
| EGM                | 7,25/10         |
| IGN                | 8/10            |

В Великобритании эта игра была самой продаваемой игрой для Game Boy в течение двух месяцев 1994 года, с марта по апрель.
Kirby’s Pinball Land получила положительные отзывы. По состоянию на 2014 год игра имеет средний балл в 70 % на GameRankings. Рецензенты Electronic Gaming Monthly оценили игру в 7,25 балла из 10. Они критиковали нечёткий экран Game Boy, который затруднял игровой процесс, но, тем не менее, считают Kirby’s Pinball Land «одной из лучших игр для пинбола для любой системы» из-за способности восстановить потерянные шары, игровой процесс с несколькими столами и большое количество скрытых вещей. Журнал Nintendo Power поставил Kirby’s Pinball Land на пятое место в списке лучших игр для Game Boy 1993 года.
В немецком журнале Video Games в февральском выпуске 1994 года Kirby’s Pinball Land получила весьма высокую оценку 81 %, в том числе 69 % за графику, 72 % за звуковые эффекты и 83 % за музыкальное оформление. Игра была названа наравне с Revenge of the ’Gator наиболее удачным пинболом на Game Boy. В числе плюсов игры были отмечены качественная прорисовка объектов, красивая весёлая анимация, достаточное разнообразие и наличие встроенной батарейки в картридже, за счёт чего игра сохраняла максимальные набранные баллы игроков и положение в игре. На англоязычном сайте Electric Playground приключения Кирби были оценены крайне высокими 9,5/10 баллами. Игра с её интересным геймплеем была названа одной из лучших на Game Boy 7,5 баллами из 10, была отмечена игра на сайте Nintendojo. Графика Kirby’s Pinball Land была названа в отзыве Nintendojo симпатичной, напоминающей оформление игры Pokémon Pinball, разработанной той же компанией, музыка и звуковые эффекты — достаточно удачными, хотя и довольно быстро надоедающими.
В ретроспективном обзоре рецензент IGN отметил игру, как качественного представителя жанра пинбол на Game Boy, описывая её как привлекательную и весёлую. Kirby’s Pinball Land была номинирована на премию IGN «Лучшая Экшн игра на Gameboy Всех Времён». Сайт 1UP.com отметил, что «Спин-оффы являются неизбежной историей для популярных серий, но Kirby’s Pinball Land является одной из тех идей, которые просто имеют хороший смысл». Движок, используемый в Kirby’s Pinball Land позднее будет использоваться в другой игре Nintendo, Pokémon Pinball. Рецензент Super Gamer поставил игре общую оценку 85 %, написав: «Очень играбельная пинбольная игра с большим количеством уровней и бонусов. Изображение экрана немного размывается, но это не делает игру менее увлекательной»

## Заметки
1. ↑  Известная в Японии как Kirby no Pinball (яп. カービィのピンボール Ка:би: но Пимбо:ру, «Пинбол Кирби»)